# Kunstakademiets Arkitektskole
Kunstakademiets Arkitektskole, Köpenhamn, Danmark är en del av Det Kongelige Danske Kunstakademi. Skolan grundades 1754 som en gåva till den danske kungen Frederik V när han fyllde 31 år.
Kunstakademiets Arkitektskole flyttade på 1990-talet ifrån Kongens Nytorv till stadsdelen Holmen i Köpenhamn. Där delar den campus med bland annat Rytmisk Musikkonservatorium, Statens Teaterskole, samt Den Danske Filmskole.